# Ягодна (Білозерський район)
Я́годна (рос. Ягодная) — присілок у складі Білозерського району Курганської області, Росія. Адміністративний центр Ягоднинської сільської ради.
Населення — 522 особи (2010, 658 у 2002).